# Doo Lough
Il Doo Lough (gaelico irlandese: Dúloch), traducibile in "Lago nero", è un lago d'acqua dolce di piccole dimensioni situato nel Mayo, nella Repubblica d'Irlanda. Si trova nella zona Sud-Occidentale della contea, più precisamente nella penisola di Murrisk

## Geografia

### Collocazione
Il lago fa parte di un'area selvaggia a 30 chilometri da Westport e vicino al paesino di Delphi. È costeggiata da un'unica strada, la R335 road, che si trova sulla sponda orientale e che collega i precedentemente citati paesi di Westport e Delphi.
Al lago si può arrivare anche dallo Sheeffry pass mediante la L1824 road, una strada di campagna che incrocia la R335 vicino al vertice meridionale del lago stesso.
Il lago è incastonato in un fondovalle dominato ad Ovest dal massiccio del Mweelrea, la montagna più alta della contea di Mayo, e ad Est dalle Sheeffry Hills. 

### Idrografia
Doo Lough fa parte di una serie di laghi reciprocamente collegati, tra cui si annoverano il Glencullin Lough, che di fatto è il suo immissario, e il Fin Lough cui le acque del Doo Lough fluiscono attraverso l'Owengarr river. Dal Fin Lough le acque fluiscono nel Killary harbour attraverso il fiume Bundorragha.

## Ecologia
Il lago è l'habitat di molte specie ittiche tra cui si annoverano la trota, il persico reale, il salmone, il salmerino, lo spinarello e la minacciata anguilla europea. Doo Lough fa parte dell'area protetta di Mweelrea/Sheeffry/Erriff.

## Storia

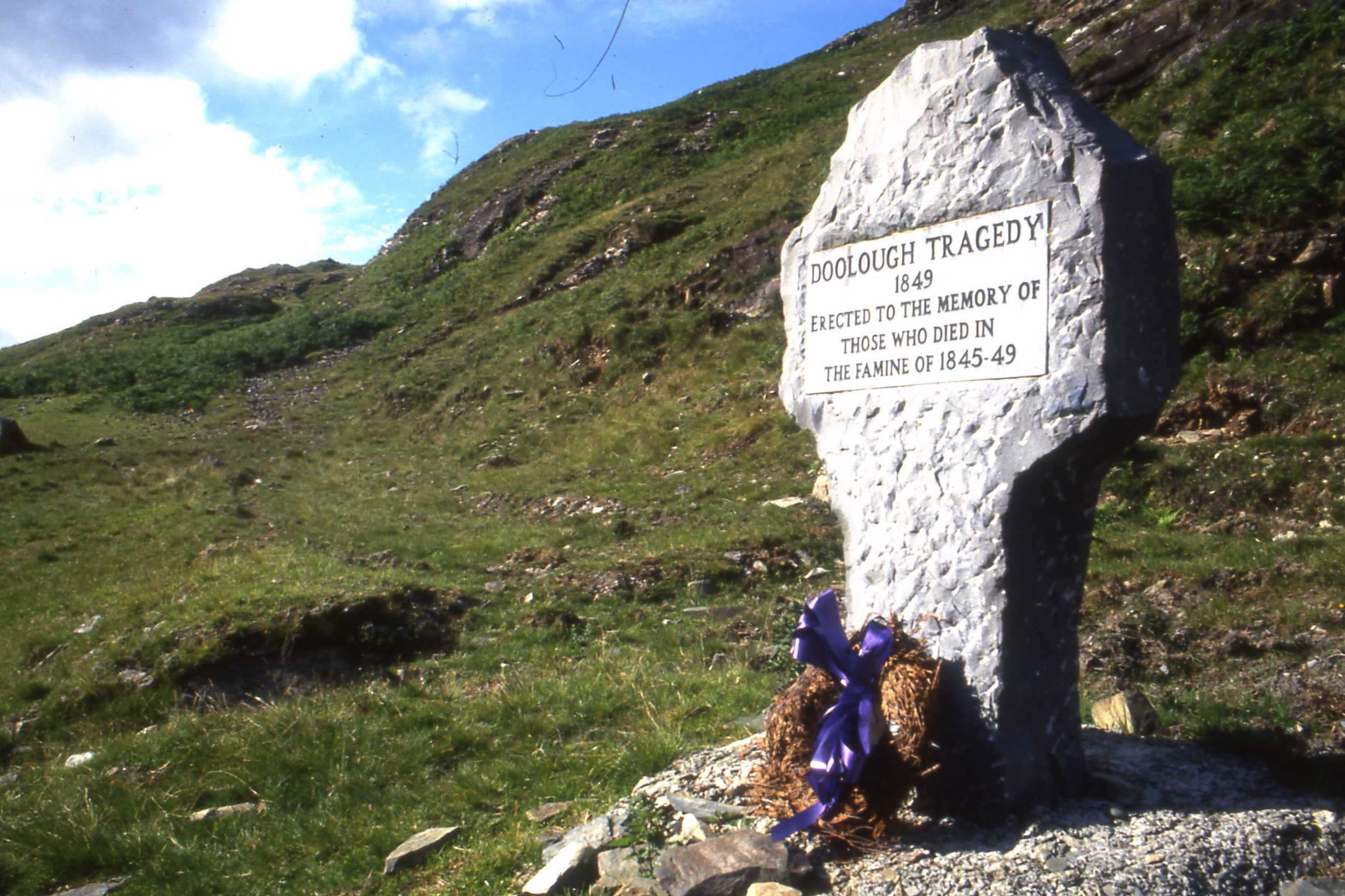
Croce eretta in riva al Doo Lough in memoria delle vittime della tragedia occorsa il 31 marzo 1849

Doo Lough è tristemente conosciuto per uno degli eventi più tragici occorsi durante la grande carestia irlandese.
Venerdì 30 marzo 1849 due ufficiali della Westport Poor Law Union arrivarono a Louisburgh per verificare che le persone cui erano riservati aiuti umanitari in conseguenza della carestia versassero ancora in condizioni di tale disagio economico-nutrizionale da giustificare i sussidi elargiti.
L'ispezione non ebbe luogo per ragioni mai chiarite ed i due ufficiali mossero verso il Delphi Lodge, collocato 19 chilometri a Sud, dove stabilirono la nuova sede ispettiva. Le persone che dovevano essere sottoposte a ispezione si trovarono, come da programma, a Louisburgh. Qui vennero informate del cambio di programma: l'ispezione si sarebbe tenuta presso il Delphi Lodge e se avessero voluto continuare a godere degli aiuti avrebbero dovuto recarvisi regolarmente alle 07:00 del giorno seguente.
Le centinaia di persone coinvolte dovettero a piedi e di notte, raggiungere il luogo designato, un'impresa ardua e pericolosa visto il loro stato debilitato causato dalla carestia. La combinazione dello stato debilitato e del brutto tempo che caratterizzò quella notte portò alla morte ufficialmente riconosciute di 16 persone, tra cui donne e bambini: 7 cadaveri furono rinvenuti sulle sponde del Doo Lough mentre altri 9 non furono mai trovati.
In onore delle vittime è stata eretta una croce sul vertice settentrionale del lago, su cui è inscritta una citazione del Mahatma Gandhi: "How can men feel themselves honoured by the humiliation of their fellow beings?"